# Zacharie de Vienne
Zacharie de Vienne est un évêque et martyr chrétien des Ier et IIe siècles, dont l'existence a pu être remise en question, ne reposant pas sur des traces prouvées. Il est considéré par la tradition comme le second évêque de Vienne. Il a été reconnu saint par l'Église catholique (célébré le 26 mai).

## Historique
L'existence Zacharie (Zacharias) est considérée comme « douteuse », « sans confirmation historique », par les historiens Louis Duchesne (1874), André Pelletier (2001) ou encore Gérard Lucas (2018).
Zacharie est connu à travers le Catalogue des évêques de Vienne produit par l'évêque Adon de Vienne (799‑875), dans sa Chronique,,.

« [101-120] Sub quo imperatore gloriosissimus senex Zacharias, Viennensis Ecclesiae episcopus, martyrio coronatur. Nam primus Crescens discipulus apostolum. Viennae aliquot annos resedit ; quo ad Galatiam reuerso, tertius Martinus episcopus et discipulus apostolorum Viennae resedit […]

Sous le règne de cet empereur, le très glorieux vieillard Zacharias, évêque de l’Église de Vienne, est couronné du martyre. Rappelons en effet que Crescens fut le premier disciple des apôtres à séjourner à Vienne quelques années, et qu’après son retour en Galatie, ce fut Martin, évêque et aussi disciple des apôtres, qui fut le troisième à siéger à Vienne […] »

— Adon, Chronique, VI, 122. col. 8ID,.
L'archevêque Léger , dans son Livre épiscopal, regroupe Crescens et Zacharie dans une seule notice, mais il ne donne aucun indice de temps,.
Selon le Catalogue, il aurait ainsi vécu à la fin du Ier siècle et au début du suivant, sous le règne de Trajan (98‑117). Il aurait été ordonné par l'évêque de Vienne Crescent,. Il aurait été élu par les Viennois (peuple de Vienne, Narbonnaise), pour succéder à Crescent et devenir le second évêque de la cité.
Selon Adon, il aurait été martyrisé dans sa ville épiscopale,, Vienne, en 106, par le Préfet Pompée, sous ordre des persécutions de l'Empereur Trajan.
Ayant une vénération locale, saint Zacharie est un des saints patrons de la ville de Vienne. Son culte fut confirmé par l’Église catholique romaine. Il figure dans le Martyrologe d'Adon au 27 mai,, également chez la Société des Bollandistes. Dans le Martyrologe romain, qui tient lieu de référence actuelle, il est inscrit au 26 mai,.